# Bulowice
Bulowice is een plaats in het Poolse district Oświęcimski, woiwodschap Klein-Polen. De plaats maakt deel uit van de gemeente Kęty en telt 4664 inwoners (2006).

## Verkeer en vervoer
- Station Bulowice